# Brani musicali di Fedez
Questa pagina contiene l'elenco dei brani musicali del rapper italiano Fedez incisi nel corso della sua carriera, compresi collaborazioni con altri artisti, cover e demo.
| Anno | Titolo                                                            | Durata | Musica | Testo | Incisione                                               | Note |
| ---- | ----------------------------------------------------------------- | ------ | --- | --- | ------------------------------------------------------- | --- |
| 2007 | Intro                                                             | 2:03   | | | Pat-a-Cake                                              | — |
| 2007 | Io odio i club                                                    | 2:55   | | | Pat-a-Cake                                              | — |
| 2007 | Ti dico bene (feat. Albe OK)                                      | 4:19   | | | Pat-a-Cake                                              | — |
| 2007 | Future Rapz (feat. Cianuro e Hego)                                | 3:31   | | | Pat-a-Cake                                              | — |
| 2007 | Storie di vite                                                    | 3:04   | | | Pat-a-Cake                                              | — |
| 2007 | Sognatori (feat. Sammy, Ira e DJ Frack)                           | 4:00   | | | Pat-a-Cake                                              | — |
| 2007 | La sua storia                                                     | 2:55   | | | Pat-a-Cake                                              | — |
| 2007 | Ultima cena (feat. Hyst)                                          | 4:03   | | | Pat-a-Cake                                              | — |
| 2007 | Io amo (feat. Denny La Home e Simoncino)                          | 3:15   | | | Pat-a-Cake                                              | — |
| 2007 | Se sei nei paraggi (feat. Sick il Magro)                          | 3:24   | DJ Pankees | DJ Pankees | Pat-a-Cake                                              | — |
| 2007 | Vite diverse (feat. Nasty G e DJ Frack)                           | 2:35   | | | Pat-a-Cake                                              | — |
| 2007 | Funkazzisti (feat. July B e Pazkall)                              | 4:20   | | | Pat-a-Cake                                              | — |
| 2007 | Ghettopianerottolo (feat. Pazkall e Piuma)                        | 3:31   | | | Pat-a-Cake                                              | — |
| 2007 | Ghettopianerottolo RMX                                            | 4:12   | | | Pat-a-Cake                                              | — |
| 2007 | Music Girl (feat. Dave e Sammy)                                   | 3:33   | | | Pat-a-Cake                                              | — |
| 2007 | Chiediti il perché (feat. DJ Frack)                               | 2:44   | | | Pat-a-Cake                                              | — |
| 2007 | Back in Days (feat. Jimmy, Rancore, DJ Pankees e DJ Frack)        | 3:58   | | | Pat-a-Cake                                              | — |
| 2007 | Pat-a-Cake                                                        | 0:35   | | | Pat-a-Cake                                              | — |
| 2007 | Outro                                                             | 1:53   | | | Pat-a-Cake                                              | — |
| 2007 | Hey yo Milano (feat. Denny La Home)                               | 3:54   | | | Pat-a-Cake                                              | — |
| 2009 | Rap looser                                                        | :      | | |                                                         | — |
| 2009 | Che ne sai di me                                                  | 2:20   | | |                                                         | — |
| 2009 | Grezzo                                                            | :      | | |                                                         | — |
| 2009 | Colpa del rap                                                     | :      | | |                                                         | — |
| 2009 | Pum Pum Pum                                                       | 3:22   | Michel Antonietti | Emiliano Rudolf Giambelli e Federico Leonardo Lucia                                                                                         | Keta Music                                              | — |
| 2009 | Non so                                                            | 2:30   | | | /                                                       | — |
| 2009 | D Love                                                            | 3:08   | | | /                                                       | — |
| 2011 | Penisola che non c'è                                              | 2:59   | Federico Leonardo Lucia e Antonio Galbiati                                                                                               | Federico Leonardo Lucia e Antonio Galbiati                                                                                                  | Penisola che non c'è                                    | — |
| 2011 | Tutto il contrario                                                | 2:25   | Federico Leonardo Lucia e Antonio Galbiati                                                                                               | Federico Leonardo Lucia e Antonio Galbiati                                                                                                  | Penisola che non c'è                                    | — |
| 2011 | Non basta mai                                                     | 3:04   | Federico Leonardo Lucia e Antonio Galbiati                                                                                               | Federico Leonardo Lucia e Antonio Galbiati                                                                                                  | Penisola che non c'è                                    | — |
| 2011 | Volevo fare il rapper                                             | 2:04   | Federico Leonardo Lucia e Antonio Galbiati                                                                                               | Federico Leonardo Lucia e Antonio Galbiati                                                                                                  | Penisola che non c'è                                    | — |
| 2011 | 3 di notte                                                        | 3:05   | Federico Leonardo Lucia e Antonio Galbiati                                                                                               | Federico Leonardo Lucia e Antonio Galbiati                                                                                                  | Penisola che non c'è                                    | — |
| 2011 | Contenuti                                                         | 3:07   | Federico Leonardo Lucia e Antonio Galbiati                                                                                               | Federico Leonardo Lucia e Antonio Galbiati                                                                                                  | Penisola che non c'è                                    | — |
| 2011 | Listino prezzi                                                    | 2:51   | Federico Leonardo Lucia e Antonio Galbiati                                                                                               | Federico Leonardo Lucia e Antonio Galbiati                                                                                                  | Penisola che non c'è                                    | — |
| 2011 | Ti vorrei dire                                                    | 3:39   | Federico Leonardo Lucia e Antonio Galbiati                                                                                               | Federico Leonardo Lucia e Antonio Galbiati                                                                                                  | Penisola che non c'è                                    | — |
| 2011 | Skit Cumenda                                                      | 0:44   | Federico Leonardo Lucia e Antonio Galbiati                                                                                               | Federico Leonardo Lucia e Antonio Galbiati                                                                                                  | Penisola che non c'è                                    | — |
| 2011 | Appeso a testa in giù                                             | 3:06   | Federico Leonardo Lucia e Antonio Galbiati                                                                                               | Federico Leonardo Lucia e Antonio Galbiati                                                                                                  | Penisola che non c'è                                    | — |
| 2011 | God War                                                           | 3:48   | Federico Leonardo Lucia e Antonio Galbiati                                                                                               | Federico Leonardo Lucia e Antonio Galbiati                                                                                                  | Penisola che non c'è                                    | — |
| 2011 | Ninna nanna                                                       | 2:58   | Federico Leonardo Lucia e Antonio Galbiati                                                                                               | Federico Leonardo Lucia e Antonio Galbiati                                                                                                  | Penisola che non c'è                                    | — |
| 2011 | Skit Non entro nel locale                                         | 1:58   | Federico Leonardo Lucia e Antonio Galbiati                                                                                               | Federico Leonardo Lucia e Antonio Galbiati                                                                                                  | Penisola che non c'è                                    | — |
| 2011 | Intro                                                             | 2:17   | | | Il mio primo disco da venduto                           | — |
| 2011 | Jet Set                                                           | 3:03   | | | Il mio primo disco da venduto                           | — |
| 2011 | Vivere domani                                                     | 3:41   | | | Il mio primo disco da venduto                           | — |
| 2011 | Bella vita                                                        | 3:19   | | | Il mio primo disco da venduto                           | — |
| 2011 | Blues (ft. Gué Pequeno & Marracash)                               | 4:01   | | | Il mio primo disco da venduto                           | — |
| 2011 | Alza la testa (ft. J-Ax)                                          | 3:19   | | | Il mio primo disco da venduto                           | — |
| 2011 | Ipocondria                                                        | 3:37   | | | Il mio primo disco da venduto                           | — |
| 2011 | Il cemento non è un fiore (ft. Jake La Furia)                     | 4:16   | | | Il mio primo disco da venduto                           | — |
| 2011 | Reality Show                                                      | 3:19   | | | Il mio primo disco da venduto                           | — |
| 2011 | Quello che ho (ft. Entics)                                        | 2:32   | | | Il mio primo disco da venduto                           | — |
| 2011 | Una cosa sola (ft. TwoFingerz (Danti & Roofio))                   | 3:00   | | | Il mio primo disco da venduto                           | — |
| 2011 | Restiamo umani (ft. Ted Bee)                                      | 3:04   | | | Il mio primo disco da venduto                           | — |
| 2011 | Soffritto                                                         | 2:24   | | | Il mio primo disco da venduto                           | — |
| 2011 | Non scorderò (ft. Killacat)                                       | 3:29   | | | Il mio primo disco da venduto                           | — |
| 2011 | Parli di rap? (ft. Gemitaiz)                                      | 3:02   | | | Il mio primo disco da venduto                           | — |
| 2011 | La scelta giusta (ft. Denny La Home)                              | 3:25   | | | Il mio primo disco da venduto                           | — |
| 2011 | Liberi in cattività                                               | 2:38   | | | Il mio primo disco da venduto                           | — |
| 2011 | Giorni (ft. Ghali Foh & Vincenzo da Via Anfossi)                  | 3:07   | | | Il mio primo disco da venduto                           | — |
| 2011 | Unica al mondo                                                    | 1:38   | | | Il mio primo disco da venduto                           | — |
| 2011 | Lo zainetto (ft. Maite)                                           | 3:05   | | | Il mio primo disco da venduto                           | — |
| 2011 | Outro                                                             | 1:34   | | | Il mio primo disco da venduto                           | — |
| 2012 | Voglio diventare famoso                                           | :      | | |                                                         | — |
| 2012 | L'idea sbagliata                                                  | 3:31   | | | Fastlife Mixtape Vol. 3                                 | — |
| 2012 | Jolly Blue                                                        | 4:03   | Massimo Pezzali e Mauro Repetto | Federico Leonardo Lucia | Hanno ucciso l'Uomo Ragno 2012                          | — |
| 2013 | Si scrive schiavitù si legge libertà                              | 3:09   | | | Sig. Brainwash - L'arte di accontentare                 | — |
| 2013 | Dai cazzo Federico                                                | 3:12   | | | Sig. Brainwash - L'arte di accontentare                 | — |
| 2013 | Cigno nero (feat. Francesca Michielin)                            | 3:21   | | | Sig. Brainwash - L'arte di accontentare                 | — |
| 2013 | Polaroid                                                          | 3:17   | | | Sig. Brainwash - L'arte di accontentare                 | — |
| 2013 | Alfonso Signorini (eroe nazionale) (feat. Elio)                   | 3:13   | | | Sig. Brainwash - L'arte di accontentare                 | — |
| 2013 | Signorsì                                                          | 3:20   | | | Sig. Brainwash - L'arte di accontentare                 | — |
| 2013 | Non ci pensi mai                                                  | 3:44   | | | Sig. Brainwash - L'arte di accontentare                 | — |
| 2013 | Sembra semplice (feat. J-Ax)                                      | 3:54   | | | Sig. Brainwash - L'arte di accontentare                 | — |
| 2013 | Pensavo fosse amore e invece... (feat. Gué Pequeno)               | 4:23   | | | Sig. Brainwash - L'arte di accontentare                 | — |
| 2013 | Nel mio piccolo                                                   | 3:32   | | | Sig. Brainwash - L'arte di accontentare                 | — |
| 2013 | Mentine                                                           | 3:15   | | | Sig. Brainwash - L'arte di accontentare                 | — |
| 2013 | Single a vita                                                     | 3:12   | | | Sig. Brainwash - L'arte di accontentare                 | — |
| 2013 | Presa bene (ogni tanto) (feat. Danti vs Simon de Jano)            | 3:28   | | | Sig. Brainwash - L'arte di accontentare                 | — |
| 2013 | Psichedelico                                                      | 2:53   | | | Sig. Brainwash - L'arte di accontentare                 | — |
| 2013 | Milano bene (feat. Danti)                                         | 3:43   | | | Sig. Brainwash - L'arte di accontentare                 | — |
| 2013 | Ragazza sbagliata (feat. Dargen D'Amico)                          | 2:55   | Simone Benussi e Vincenzo Catanzaro | Federico Leonardo Lucia e Jacopo Matteo Luca D'Amico                                                                                        | Sig. Brainwash - L'arte di accontentare                 | — |
| 2013 | Santa Madonna (feat. Punkreas)                                    | 2:57   | | | Sig. Brainwash - L'arte di accontentare                 | — |
| 2013 | Faccio brutto                                                     | 3:36   | | | Sig. Brainwash - L'arte di accontentare                 | — |
| 2013 | L'arte di accontentare                                            | 3:50   | | | Sig. Brainwash - L'arte di accontentare                 | — |
| 2013 | Pensavo fosse amore e invece... (Roofio Remix)                    | :      | | | Sig. Brainwash - L'arte di accontentare                 | — |
| 2013 | Faccio brutto (2nd Roof Remix)                                    | :      | | | Sig. Brainwash - L'arte di accontentare                 | — |
| 2013 | Bocciofili (con Fedez e Mistico)                                  | 4:02   | Luigi Barone e Jacopo Cislaghi | Jacopo Matteo Luca D'Amico e Federico Leonardo Lucia                                                                                        | Vivere aiuta a non morire                               | - Prodotto e mixato da Luigi Barone aka Gigi Barocco at Studio 104, Milano - Registrato da Luca Tns @ Eden Garden Studio, Milano - Masterizzato da Cass Irvine @ Wired, Londra (UK) |
| 2013 | Nuvole di fango (feat. Gianna Nannini)                            | 3:04   | | | Sig. Brainwash - L'arte di accontentare Diamond Edition | — |
| 2013 | Cambia                                                            | 3:20   | | | Sig. Brainwash - L'arte di accontentare Diamond Edition | — |
| 2013 | Questa vita (feat. Sopreman)                                      | 3:06   | | | Sig. Brainwash - L'arte di accontentare Diamond Edition | — |
| 2014 | Generazione bho                                                   | 3:16   | Nick Audino, Lewis Hughes, Christoph Bauss e Fridolin Walcher                                                                            | Federico Lucia e Nash Overstreet | Pop-Hoolista                                            | — |
| 2014 | Pop-Hoolismo (Intro)                                              | 0:55   | Federico Leonardo Lucia | Federico Leonardo Lucia | Pop-Hoolista                                            | — |
| 2014 | Vivere in campagna pubblicitaria                                  | 3:32   | Riccardo "Roofio" Garifo e Daniele "Danti" Lazzarin                                                                                      | Federico Leonardo Lucia | Pop-Hoolista                                            | — |
| 2014 | Bella addormentata nel Bronx                                      | 3:35   | Riccardo "Roofio" Garifo e Daniele "Danti" Lazzarin                                                                                      | Federico Leonardo Lucia e Fausto Cogliati                                                                                                   | Pop-Hoolista                                            | — |
| 2014 | Veleno per topic feat. Luciouz                                    | 2:53   | Nick Audino, Lewis Hughes, Christoph Bauss, Fridolin Walcher                                                                             | Federico Leonardo Lucia | Pop-Hoolista                                            | — |
| 2014 | Voglio averti account                                             | 3:03   | Nick V. Audino e Lewis B. Hughes | Federico Leonardo Lucia | Pop-Hoolista                                            | — |
| 2014 | Moet Sciandon                                                     | 2:51   | Nick Audino, Lewis B. Hughes, Christoph Bauss e Fridolin Walcher                                                                         | Federico Leonardo Lucia | Pop-Hoolista                                            | — |
| 2014 | Magnifico (feat. Francesca Michielin)                             | 3:23   | Dario Faini e Roberto Casalino | Federico Leonardo Lucia e Roberto Casalino                                                                                                  | Pop-Hoolista                                            | — |
| 2014 | Non c'è due senza trash                                           | 3:29   | Fausto Cogliati e Mattia Flachi | Federico Leonardo Lucia | Pop-Hoolista                                            | — |
| 2014 | Sirene (feat. Malika Ayane)                                       | 3:25   | Nick V. Audino, Lewis B. Hughes, Christoph Baus, Fridolin Walcher e Marius Moga                                                          | Federico Leonardo Lucia e Marius Moga | Pop-Hoolista                                            | — |
| 2014 | L'hai voluto tu                                                   | 4:14   | Henrik Tahl, O.F. Ebele e U.B. Ebele | Federico Leonardo Lucia | Pop-Hoolista                                            | — |
| 2014 | Love Cost                                                         | 3:23   | Riccardo "Roofio" Garifo e Daniele "Danti" Lazzarin                                                                                      | Federico Leonardo Lucia e Fausto Cogliati                                                                                                   | Pop-Hoolista                                            | — |
| 2014 | Pop-Hoolista feat. (Elisa)                                        | 3:28   | Fausto Cogliati, Maurizio D'Aniello ed Elisa Toffoli                                                                                     | Federico Leonardo Lucia | Pop-Hoolista                                            | — |
| 2014 | Cardinal Chic                                                     | 3:20   | Rocco Rampino | Federico Leonardo Lucia | Pop-Hoolista                                            | — |
| 2014 | L'amore eternit (feat. Noemi)                                     | 4:18   | Alessandro Merli, Fabio Clemente e Francesco Abbate                                                                                      | Federico Leonardo Lucia, Federica Abbate e Alfredo Rapetti Mogol                                                                            | Pop-Hoolista                                            | — |
| 2014 | Come no                                                           | 3:08   | O.F. Ebele e U.B. Ebele | Federico Leonardo Lucia | Pop-Hoolista                                            | — |
| 2014 | Stereo-tipi                                                       | 3:16   | Nick V. Audino e Lewis B. Hughes | Federico Leonardo Lucia | Pop-Hoolista                                            | — |
| 2014 | Olivia Oil                                                        | 3:33   | Fausto Cogliati e Alessandro Aleotti | Federico Leonardo Lucia | Pop-Hoolista                                            | — |
| 2014 | Viva l'Iva (feat. J-Ax)                                           | 3:12   | Riccardo "Roofio" Garifo, Daniele "Danti" Lazzarin e Mattia Flachi                                                                       | Federico Leonardo Lucia e Alessandro Aleotti                                                                                                | Pop-Hoolista                                            | — |
| 2014 | M.I.A. (feat. Boomdabash)                                         | 3:15   | Nick V. Audino, Lewis B. Hughes, Christoph Baus, Faydee Fatrouni e Fridolin Walcher                                                      | Federico Leonardo Lucia, Angelo Rogoli e Faydee Fatrouni                                                                                    | Pop-Hoolista                                            | — |
| 2015 | 21 grammi                                                         | 3:42   | Alessandro Merli e Fabio Clemente | Federico Leonardo Lucia, Alessandro Merli, Fabio Clemente e Federica Abbate                                                                 | Pop-Hoolista Cosodipinto Edition                        | — |
| 2015 | Beautiful Disaster (con Mika)                                     | 3:46   | Alessandro Merli e Fabio Clemente | Federico Leonardo Lucia, Skyler Stonestreet e Michael Holbrook Penniman                                                                     | Pop-Hoolista Cosodipinto Edition                        | — |
| 2016 | Vorrei ma non posto                                               | 3:47   | Alessandro Merli e Fabio Clemente | Alessandro Merli, Fabio Clemente, Alessandro Aleotti, Davide Petrella e Federico Leonardo Lucia                                             | Comunisti col Rolex                                     | — |
| 2016 | Assenzio (feat. Stash e Levante)                                  | 4:10   | Alessandro Merli e Fabio Clemente | Alessandro Merli, Fabio Clemente, Alessandro Aleotti, Angelo Rogoli, Dario Faini e Federico Leonardo Lucia                                  | Comunisti col Rolex                                     | — |
| 2017 | Piccole cose (feat. Alessandra Amoroso)                           | 3:35   | Alessandro Merli e Fabio Clemente | Alessandro Merli, Fabio Clemente, Alessandro Aleotti, Roberto Casalino e Federico Leonardo Lucia                                            | Comunisti col Rolex                                     | — |
| 2017 | Comunisti col Rolex                                               | 4:54   | Alessandro Merli e Fabio Clemente | Alessandro Merli, Fabio Clemente, Alessandro Aleotti e Federico Leonardo Lucia                                                              | Comunisti col Rolex                                     | — |
| 2017 | Il giorno e la notte (feat. Giusy Ferreri)                        | 3:31   | Alessandro Merli e Fabio Clemente | Alessandro Merli, Federico Leonardo Lucia, Alessandro Aleotti, Federica Abbate, Fabio Clemente                                              | Comunisti col Rolex                                     | — |
| 2017 | Senza pagare                                                      | 3:16   | Alessandro Merli e Fabio Clemente | Alessandro Merli, Federico Leonardo Lucia, Alessandro Aleotti, Fabio Clemente, Daniele Lazzarin                                             | Comunisti col Rolex                                     | — |
| 2017 | Fratelli di paglia                                                | 3:34   | Alessandro Merli e Fabio Clemente | Alessandro Merli, Federico Leonardo Lucia, Alessandro Aleotti, Fabio Clemente                                                               | Comunisti col Rolex                                     | — |
| 2017 | Tutto il mondo è periferia                                        | 3:21   | Alessandro Merli e Fabio Clemente | Alessandro Merli, Federico Leonardo Lucia, Alessandro Aleotti, Fabio Clemente                                                               | Comunisti col Rolex                                     | — |
| 2017 | Milano intorno                                                    | 3:16   | Alessandro Merli e Fabio Clemente | Alessandro Merli, Federico Leonardo Lucia, Alessandro Aleotti, Fabio Clemente, Edoardo D'Erme                                               | Comunisti col Rolex                                     | — |
| 2017 | L'Italia per me (feat. Sergio Sylvestre)                          | 3:27   | Alessandro Merli e Fabio Clemente | Alessandro Merli, Federico Leonardo Lucia, Alessandro Aleotti, Fabio Clemente                                                               | Comunisti col Rolex                                     | — |
| 2017 | Musica del cazzo                                                  | 3:34   | Alessandro Merli e Fabio Clemente | Alessandro Merli, Federico Lucia, Alessandro Aleotti, Marco Arata, Fabio Clemente                                                           | Comunisti col Rolex                                     | — |
| 2017 | Cuore nerd (feat. Alessia Cara)                                   | 2:44   | Alessandro Merli e Fabio Clemente | Alessandro Merli, Federico Leonardo Lucia, Alessandro Aleotti, Fabio Clemente, Federica Abbate, Daniele Lazzarin                            | Comunisti col Rolex                                     | — |
| 2017 | Anni luce (feat. Nek)                                             | 3:17   | Alessandro Merli e Fabio Clemente | Alessandro Merli, Federico Leonardo Lucia, Alessandro Aleotti, Fabio Clemente, Angelo Rogoli, Dario Faini                                   | Comunisti col Rolex                                     | — |
| 2017 | Meglio tardi che noi (feat. Arisa)                                | 3:21   | Alessandro Merli e Fabio Clemente | Alessandro Merli, Federico Lucia, Alessandro Aleotti, Fabio Clemente, Federica Abbate, Dario Faini, Catalano                                | Comunisti col Rolex                                     | — |
| 2017 | Allergia (feat. Loredana Bertè)                                   | 3:49   | Alessandro Merli e Fabio Clemente | Alessandro Merli, Federico Leonardo Lucia, Alessandro Aleotti, Edoardo D'Erme, Fabio Clemente                                               | Comunisti col Rolex                                     | — |
| 2017 | Pieno di stronzi                                                  | 4:04   | Alessandro Merli e Fabio Clemente | Aaron Barrett, Alessandro Aleotti, Federico Lucia                                                                                           | Comunisti col Rolex                                     | — |
| 2017 | Senza pagare (feat. T-Pain)                                       | 3:30   | Alessandro Merli e Fabio Clemente | | Comunisti col Rolex - Multiplatinum Edition             | — |
| 2017 | Sconosciuti da una vita                                           | 3:00   | Michele Canova Iorfida e Riccardo Garifo                                                                                                 | Federico Leonardo Lucia, Riccardo Garifo, Daniele Lazzarin e Alessandro Aleotti                                                             | Comunisti col Rolex - Multiplatinum Edition             | — |
| 2017 | Favorisca i sentimenti                                            | 2:06   | Alessandro Merli e Fabio Clemente | Federico Leonardo Lucia | Comunisti col Rolex - Multiplatinum Edition             | — |
| 2017 | Devi morire                                                       | 4:13   | Alessandro Merli e Fabio Clemente | Alessandro Aleotti e Davide Petrella | Comunisti col Rolex - Multiplatinum Edition             | — |
| 2017 | Perdere la testa (feat. Giò Sada)                                 | 3:44   | Alessandro Merli e Fabio Clemente | Alessandro Aleotti, Davide Petrella e Federico Leonardo Lucia                                                                               | Comunisti col Rolex - Multiplatinum Edition             | — |
| 2017 | Il kaos è chiuso                                                  | 4:03   | Alessandro Merli e Fabio Clemente | Davide Petrella, Dario Faini, Alessandro Aleotti e Federico Leonardo Lucia                                                                  | Comunisti col Rolex - Multiplatinum Edition             | — |
| 2017 | Le palle di Natale                                                | 3:50   | Alessandro Merli e Fabio Clemente | Federico Leonardo Lucia | /                                                       | — |
| 2018 | Italiana                                                          | 2:54   | Alessandro Merli e Fabio Clemente | Alessandro Merli, Fabio Clemente, Alessandro Aleotti, Davide Petrella e Federico Leonardo Lucia                                             | /                                                       | — |
| 2018 | Prima di ogni cosa                                                | 3:06   | Federico Leonardo Lucia, Alessandro Alessandroni Jr, Michele "Canova" Iorfida, Daniele Lazzarin                                          | Federico Leonardo Lucia, Alessandro Alessandroni Jr, Michele "Canova" Iorfida, Daniele Lazzarin                                             | Paranoia Airlines                                       | - Produzione e realizzazione: Michele "Canova" Iorfida - Registrazione: Michele "Canova" Iorfida presso il Kaneepa Studio, Fabfactory Complex - Mastering: Antonio Baglio presso Miami Mastering, Miami FL |
| 2019 | Che cazzo ridi (feat. Tedua e Trippie Redd)                       | 3:36   | Federico Leonardo Lucia, Michele "Canova" Iorfida, Daniele Lazzarin, Travis Barker, Tom DeLonge, Mark Hoppus                             | Federico Leonardo Lucia, Michele "Canova" Iorfida, Daniele Lazzarin, Travis Barker, Tom DeLonge, Mark Hoppus                                | Paranoia Airlines                                       | - Produzione e realizzazione: Michele "Canova" Iorfida - Registrazione: Michele "Canova" Iorfida presso il Kaneepa Studio, Fabfactory Complex - Mastering: Antonio Baglio presso Miami Mastering, Miami FL Trippie Redd appare per gentile concessione di 10K Projects Records                                                                                          |
| 2019 | Holding Out for You (feat. Zara Larsson)                          | 3:01   | Federico Leonardo Lucia, Michele "Canova" Iorfida, Daniele Lazzarin, Lorenzo Sarti, Dani Poppit, Iacopo Pinna, Giovanni Grandi, V. Vipra | Federico Leonardo Lucia, Michele "Canova" Iorfida, Daniele Lazzarin, Lorenzo Sarti, Dani Poppit, Iacopo Pinna, Giovanni Grandi, V. Vipra    | Paranoia Airlines                                       | - Produzione e realizzazione: Michele "Canova" Iorfida - Registrazione: Michele "Canova" Iorfida presso il Kaneepa Studio, Fabfactory Complex - Mastering: Antonio Baglio presso Miami Mastering, Miami FL - Produzione addizionale: Jon Buscema, Lorenzo Sarti e Iacopo Pinna - Cori: Dani Poppit Zara Larsson appare per gentile concessione di Epic Records          |
| 2019 | Amnesia                                                           | 2:43   | Federico Leonardo Lucia, G. Vipra, Jacopo Ettorre, Simone Privitera                                                                      | Federico Leonardo Lucia, G. Vipra, Jacopo Ettorre, Simone Privitera                                                                         | Paranoia Airlines                                       | - Produzione e realizzazione: Michele "Canova" Iorfida - Registrazione: Michele "Canova" Iorfida presso il Kaneepa Studio, Fabfactory Complex - Mastering: Antonio Baglio presso Miami Mastering, Miami FL - Produzione addizionale: Kai Klopfleisch |
| 2019 | Paranoia Airlines                                                 | 3:21   | Federico Leonardo Lucia, Michele "Canova" Iorfida, Daniele Lazzarin                                                                      | Federico Leonardo Lucia, Michele "Canova" Iorfida, Daniele Lazzarin                                                                         | Paranoia Airlines                                       | - Produzione e realizzazione: Michele "Canova" Iorfida - Registrazione: Michele "Canova" Iorfida presso il Kaneepa Studio, Fabfactory Complex - Mastering: Antonio Baglio presso Miami Mastering, Miami FL - Produzione addizionale: Lorenzo Sarti, Iacopo Pinna e Badhabit                                                                                             |
| 2019 | FuckTheNoia (feat. Annalisa)                                      | 2:42   | Federico Leonardo Lucia, Annalisa Scarrone, G. Vipra, Michele "Canova" Iorfida, Lorenzo Sarti, Dani Poppit, Jon Buscema                  | Federico Leonardo Lucia, Annalisa Scarrone, G. Vipra, Michele "Canova" Iorfida, Lorenzo Sarti, Dani Poppit, Jon Buscema                     | Paranoia Airlines                                       | - Produzione e realizzazione: Michele "Canova" Iorfida - Registrazione: Michele "Canova" Iorfida presso il Kaneepa Studio, Fabfactory Complex - Mastering: Antonio Baglio presso Miami Mastering, Miami FL - Produzione addizionale: Jon Buscema, Lorenzo Sarti e Iacopo Pinna - Cori: Dani Poppit Annalisa appare per gentile concessione di Warner Music Italy S.r.l. |
| 2019 | Record                                                            | 3:03   | Federico Leonardo Lucia, Federica Abbate, Fabio Clemente, Alessandro Merli                                                               | Federico Leonardo Lucia, Federica Abbate, Fabio Clemente, Alessandro Merli                                                                  | Paranoia Airlines                                       | - Produzione: Takagi & Ketra - Mastering: Antonio Baglio presso Miami Mastering, Miami FL - Editing, sound engineering: Marco Peraldo, Michael Gario - Assistente di studio: Marco Vialardi |
| 2019 | Kim & Kanye (feat. Emis Killa)                                    | 2:55   | Federico Leonardo Lucia, Emiliano Rudolf Giambelli, Michele "Canova" Iorfida                                                             | Federico Leonardo Lucia, Emiliano Rudolf Giambelli, Michele "Canova" Iorfida                                                                | Paranoia Airlines                                       | - Produzione e realizzazione: Michele "Canova" Iorfida - Registrazione: Michele "Canova" Iorfida presso il Kaneepa Studio, Fabfactory Complex - Mastering: Antonio Baglio presso Miami Mastering, Miami FL Emis Killa appare per gentile concessione di Carosello Records                                                                                               |
| 2019 | Sfregi e difetti                                                  | 3:04   | Federico Leonardo Lucia, Michele "Canova" Iorfida, Lorenzo Sarti                                                                         | Federico Leonardo Lucia, Michele "Canova" Iorfida, Lorenzo Sarti                                                                            | Paranoia Airlines                                       | - Produzione e realizzazione: Michele "Canova" Iorfida - Registrazione: Michele "Canova" Iorfida presso il Kaneepa Studio, Fabfactory Complex - Mastering: Antonio Baglio presso Miami Mastering, Miami FL |
| 2019 | L'una per l'alcol                                                 | 2:40   | Federico Leonardo Lucia, Stefano Tognini, Fabio Clemente                                                                                 | Federico Leonardo Lucia, Stefano Tognini, Fabio Clemente                                                                                    | Paranoia Airlines                                       | - Produzione: Zef - Co produzione: Takagi & Ketra - Mastering: Antonio Baglio presso Miami Mastering, Miami FL - Editing, sound engineering: Marco Peraldo, Michael Gario - Assistente di studio: Marco Vialardi |
| 2019 | Così                                                              | 3:24   | Federico Leonardo Lucia, Michele "Canova" Iorfida, Patrizio "Mybestfault" Simonini, Lorenzo Sarti                                        | Federico Leonardo Lucia, Michele "Canova" Iorfida, Patrizio "Mybestfault" Simonini, Lorenzo Sarti                                           | Paranoia Airlines                                       | - Produzione e realizzazione: Michele "Canova" Iorfida - Registrazione: Michele "Canova" Iorfida presso il Kaneepa Studio, Fabfactory Complex - Mastering: Antonio Baglio presso Miami Mastering, Miami FL - Produzione addizionale: Patrizio "Mybestfault" Simonini |
| 2019 | Un posto bellissimo                                               | 3:04   | G. Vipra, Federico Leonardo Lucia, Michele "Canova" Iorfida                                                                              | G. Vipra, Federico Leonardo Lucia, Michele "Canova" Iorfida                                                                                 | Paranoia Airlines                                       | - Produzione e realizzazione: Michele "Canova" Iorfida - Registrazione: Michele "Canova" Iorfida presso il Kaneepa Studio, Fabfactory Complex - Mastering: Antonio Baglio presso Miami Mastering, Miami FL |
| 2019 | Cose senza spine (feat. LP)                                       | 2:26   | Federico Leonardo Lucia, Michele "Canova" Iorfida, Laura Pergolizzi                                                                      | Federico Leonardo Lucia, Michele "Canova" Iorfida, Laura Pergolizzi                                                                         | Paranoia Airlines                                       | - Produzione e realizzazione: Michele "Canova" Iorfida - Registrazione: Michele "Canova" Iorfida presso il Kaneepa Studio, Fabfactory Complex - Mastering: Antonio Baglio presso Miami Mastering, Miami FL LP appare per gentile concessione di BMG Rights Management (US) LLC D/B/A Vagrant Records, X-Energy / Energy Production S.r.l.                               |
| 2019 | Segni                                                             | 2:16   | Federico Leonardo Lucia, Fabio Clemente, Alessandro Merli                                                                                | Federico Leonardo Lucia, Fabio Clemente, Alessandro Merli                                                                                   | Paranoia Airlines                                       | - Produzione: Takagi & Ketra - Mastering: Antonio Baglio presso Miami Mastering, Miami FL - Editing, sound engineering: Marco Peraldo, Michael Gario - Assistente di studio: Marco Vialardi |
| 2019 | Buongiornissimo                                                   | 2:32   | Federico Leonardo Lucia, G. Vipra, Patrizio "Mybestfault" Simonini                                                                       | Federico Leonardo Lucia, G. Vipra, Patrizio "Mybestfault" Simonini                                                                          | Paranoia Airlines                                       | - Produzione e realizzazione: Michele "Canova" Iorfida - Registrazione: Michele "Canova" Iorfida presso il Kaneepa Studio, Fabfactory Complex - Mastering: Antonio Baglio presso Miami Mastering, Miami FL - Produzione addizionale: Patrizio "Mybestfault" Simonini |
| 2019 | TVTB (feat. Dark Polo Gang)                                       | 3:18   | Federico Leonardo Lucia, G. Vipra, Daniele Lazzarin, Michele "Canova" Iorfida, Dylan Thomas Cerulli, Nicolò Rapisarda, Umberto Violo     | Federico Leonardo Lucia, G. Vipra, Daniele Lazzarin, Michele "Canova" Iorfida, Dylan Thomas Cerulli, Nicolò Rapisarda, Umberto Violo        | Paranoia Airlines                                       | - Produzione e realizzazione: Michele "Canova" Iorfida - Registrazione: Michele "Canova" Iorfida presso il Kaneepa Studio, Fabfactory Complex - Mastering: Antonio Baglio presso Miami Mastering, Miami FL Dark Polo Gang appare per gentile concessione di Universal Music Italia                                                                                      |
| 2019 | Dallo psicologo                                                   | 3:05   | Davide Totaro | Vincenzo Mazzarella e Federico Leonardo Lucia                                                                                               | Dio perdona io no                                       | — |
| 2020 | Le feste di Pablo (con Cara)                                      | 3:13   | Davide Simonetta e Andrea Ferrara | Anna Cacopardo, Federico Leonardo Lucia, Jacopo Matteo Luca D'Amico, Davide Simonetta e Paolo Antonacci                                     | 99                                                      | — |
| 2020 | Problemi con tutti (Giuda)                                        | 2:14   | Davide Simonetta | Federico Leonardo Lucia, Edwyn Clark Roberts, Jacopo Matteo Luca D'Amico, Paolo Antonacci e Davide Simonetta                                | Disumano                                                | — |
| 2020 | Bimbi per strada (Children) (con Robert Miles)                    | 3:20   | Roberto Concina, Davide Simonetta e Mizutake                                                                                             | Federico Leonardo Lucia e Mizutake | Disumano                                                | — |
| 2020 | Roses (Imanbek Remix)                                             | 3:17   | Lee Stashenko e Carlos St. John Phillips                                                                                                 | Lee Stashenko, Carlos St. John Phillips, Jacopo Matteo Luca D'Amico e Federico Leonardo Lucia                                               | /                                                       | — |
| 2020 | Bella storia                                                      | 2:40   | Davide Simonetta | Paolo Antonacci, Federico Leonardo Lucia, Jacopo Matteo Luca D'Amico e Davide Simonetta                                                     | Disumano                                                | — |
| 2021 | Chiamami per nome (con Francesca Michielin)                       | 3:42   | Davide Simonetta | Francesca Michielin, Federico Leonardo Lucia, Jacopo Matteo Luca D'Amico, Alessandro Raina, Alessandro Mahmoud e Davide Simonetta           | Feat (fuori dagli spazi)/Disumano                       | - Produzione: d.whale - Registrazione e arrangiamento: d.whale @ Balene Studio - Chitarre e synth: Michelangelo - Produzione vocale e synth: Francesca Michielin - Arrangiamento vocale Fedez: d.whale e Jacopo D'Amico - Vocal recording Fedez: Alex 3carichi - Mix e mastering: Gigi Barocco @ Studio 104 - In gara al Festival di Sanremo 2021                       |
| 2021 | Chiamami per nome (con Francesca Michielin)                       | 3:42   | Davide Simonetta | Francesca Michielin, Federico Leonardo Lucia, Jacopo Matteo Luca D'Amico, Alessandro Raina, Alessandro Mahmoud e Davide Simonetta           | Disumano                                                | - Produzione: d.whale - Registrazione e arrangiamento: d.whale @ Balene Studio - Chitarre e synth: Michelangelo - Produzione vocale e synth: Francesca Michielin - Arrangiamento vocale Fedez: d.whale e Jacopo D'Amico - Vocal recording Fedez: Alex 3carichi - Mix e mastering: Gigi Barocco @ Studio 104 - In gara al Festival di Sanremo 2021                       |
| 2021 | No Game Freestyle                                                 | 3:48   | Nicolò Pucciarmati | Federico Leonardo Lucia e Davide Mattei | /                                                       | — |
| 2021 | Mille (con Achille Lauro e Orietta Berti)                         | 2:55   | Davide Simonetta | Davide Simonetta, Federico Leonardo Lucia, Jacopo Matteo Luca D'Amico, Lauro De Marinis, Paolo Antonacci e Simon Pietro Manzari             | Disumano                                                | — |
| 2021 | Meglio del cinema                                                 | 3:08   | Davide Simonetta e Jacopo Matteo Luca D'Amico                                                                                            | Federico Leonardo Lucia e Jacopo Matteo Luca D'Amico                                                                                        | Disumano                                                | — |
| 2021 | Morire morire                                                     | 2:46   | Jacopo Matteo Luca D'Amico, Davide Simonetta e Placido Salamone                                                                          | Federico Leonardo Lucia, Paolo Antonacci, Davide Simonetta, Placido Salamone e Jacopo Matteo Luca D'Amico                                   | Disumano                                                | — |
| 2021 | Lacrime in limousine                                              | 3:05   | Luca Paolo Chiaravalli | Andrea Pugliese, Federico Leonardo Lucia, Jacopo Matteo Luca D'Amico, Davide Simonetta, Luca Paolo Chiaravalli e Paolo Antonacci            | Manifesto                                               | — |
| 2021 | Stupido stupido                                                   | 2:40   | Davide Simonetta e Jacopo Matteo Luca D'Amico                                                                                            | Federico Leonardo Lucia, Jacopo Matteo Luca D'Amico, Davide Simonetta e Paolo Antonacci                                                     | Disumano                                                | — |
| 2021 | Sapore (feat. Tedua)                                              | 3:15   | Davide Simonetta e Jacopo Matteo Luca D'Amico                                                                                            | Federico Leonardo Lucia, Mario Molinari, Jacopo Matteo Luca D'Amico, Davide Simonetta e Paolo Antonacci                                     | Disumano                                                | — |
| 2021 | Vittoria                                                          | 3:18   | Davide Simonetta e Simone Cremonini | Federico Leonardo Lucia, Roberto Casalino, Paolo Antonacci, Simone Cremonini e Davide Simonetta                                             | Disumano                                                | — |
| 2021 | Guarda cosa mi fai fare                                           | 3:13   | Davide Simonetta e Davide Pavanello | Federico Leonardo Lucia, Davide Simonetta, Davide Pavanello, Mizutake e Paolo Antonacci                                                     | Disumano                                                | — |
| 2021 | Vecchio (feat. Dargen D'Amico)                                    | 3:00   | Michele Zocca e Davide Simonetta | Jacopo Matteo Luca D'Amico, Davide Simonetta, Paolo Antonacci, Federico Leonardo Lucia e Michele Zocca                                      | Disumano                                                | — |
| 2021 | Fuori dai guai (feat. Cara)                                       | 2:56   | Davide Simonetta | Federico Leonardo Lucia, Davide Simonetta, Anna Cacopardo, Jacopo Matteo Luca D'Amico, Andrea Pugliese e Paolo Antonacci                    | Disumano                                                | — |
| 2021 | Notte brava                                                       | 3:17   | Davide Simonetta | Federico Leonardo Lucia, Jacopo Matteo Luca D'Amico, Roberto Casalino e Davide Simonetta                                                    | Disumano                                                | — |
| 2021 | Le madri degli altri (con Tananai)                                | 2:43   | Nicola Simone Polo Demaria | Federico Leonardo Lucia, Jacopo Matteo Luca D'Amico, Davide Simonetta, Paolo Antonacci, Alberto Cotta Ramusino e Nicola Simone Polo Demaria | Disumano                                                | — |
| 2021 | Un giorno in pretura                                              | 2:40   | Matteo Rossanese | Federico Leonardo Lucia, Matteo Rossanese e Jacopo Matteo Luca D'Amico                                                                      | Disumano                                                | — |
| 2021 | La cassa spinge 2021 (feat. Crookers, Myss Keta e Dargen D'Amico) | 2:17   | Francesco Barbaglia e Jacopo Matteo Luca D'Amico                                                                                         | Dario Pigato, Federico Leonardo Lucia, Myss Keta, Francesco Barbaglia, Jacopo Matteo Luca D'Amico, Sandra Scica e Stefano Riva              | Disumano                                                | — |
| 2021 | Fede e speranza (feat. Speranza)                                  | 2:24   | Nicola Simone Polo Demaria | Federico Leonardo Lucia, Jacopo Matteo Luca D'Amico, Nicola Simone Polo Demaria e Ugo Sciccolone                                            | Disumano                                                | — |
| 2021 | Leggeri leggeri                                                   | 3:26   | Davide Simonetta | Federico Leonardo Lucia, Jacopo Matteo Luca D'Amico, Davide Simonetta e Davide Petrella                                                     | Disumano                                                | — |
| 2021 | Mi sto sul c***o                                                  | 3:05   | Davide Simonetta | Federico Leonardo Lucia, Davide Simonetta e Jacopo Matteo Luca D'Amico                                                                      | Disumano                                                | — |
| 2022 | La dolce vita (con Tananai e Mara Sattei)                         | 3:07   | Davide Simonetta | Federico Leonardo Lucia, Alberto Cotta Ramusino, Paolo Antonacci, Jacopo Matteo Luca D'Amico e Davide Simonetta                             | Disumano (riedizione digitale)                          | — |
| 2022 | Viola (feat. Salmo)                                               | 3:42   | Davide Simonetta | Davide Simonetta, Maurizio Pisciottu, Jacopo Matteo Luca D'Amico, Federico Leonardo Lucia e Paolo Antonacci                                 | Disumano (riedizione digitale)                          | — |
| 2022 | Crisi di stato                                                    | 3:23   | Davide Simonetta, Davide Petrella e Paolo Antonacci                                                                                      | Davide Simonetta, Federico Leonardo Lucia, Davide Petrella e Paolo Antonacci                                                                | Disumano (riedizione digitale)                          | — |
| 2023 | L'odio                                                            | 3:10   | Henri Pazaj | Federico Leonardo Lucia, Henri Pazaj e Jamil Sapio                                                                                          | Flow                                                    | - Produzione: Pashabeats - Mix e mastering: Zed (Chemical Studio Productions) |
| 2023 | Disco Paradise (con Annalisa e Articolo 31)                       | 3:18   | Davide Simonetta | Alessandro Aleotti, Annalisa Scarrone, Davide Simonetta, Federico Leonardo, Lucia Paolo Antonacci, Vito Perrini e Wladimiro Perrini         | /                                                       | — |
| 2024 | Sexy shop (con Emis Killa)                                        | 3:08   | Alessandro La Cava e Nicola Lazzarin | Alessandro La Cava, Emiliano Rudolf Giambelli, Federica Abbate, Federico Leonardo Lucia, Nicola Lazzarin                                    | /                                                       | Produzione e programmazione: Anyma, Cripo |
| 2024 | Rosalía (con Lethal Espresso, Taxi B e Raizhell)                  | 2:42   | Nicolò Arquilla e Francesco Orefice | Federico Leonardo Lucia e Michele Ballabene                                                                                                 | /                                                       | Produzione: Raizhelll |
| 2024 | Di Caprio (feat. Niky Savage)                                     | 2:28   | Nicola Lazzarin, Nicolas Cavenaghi, Federica Abbate, Alessandro La Cava e Federico Leonardo Lucia                                        | Federico Leonardo Lucia, Alessandro La Cava, Nicholas Alfieri e Federica Abbate                                                             | /                                                       | Produzione: Cripo e BLSSD |
| 2024 | Allucinazione collettiva                                          | 2:56   | Federica Abbate, Alessandro La Cava, Nicola Lazzarin, Benjamin Liam Keating, Emir Timur Tokdemir e Lorenzo Senni                         | Federico Leonardo Lucia, Alessandro La Cava e Federica Abbate                                                                               | /                                                       | Produzione: Mark Tembo |
| 2025 | Battito                                                           | 3:14   | Alessandro La Cava, Federica Abbate e Nicola Lazzarin                                                                                    | Federico Leonardo Lucia, Alessandro La Cava e Federica Abbate                                                                               | /                                                       | - Produzione: Cripo - In gara al Festival di Sanremo 2025 |
| 2025 | Bella stronza (con Marco Masini)                                  | 2:56   | Giancarlo Bigazzi | Federico Leonardo Lucia, Giancarlo Bigazzi e Marco Masini                                                                                   | /                                                       | - Produzione: FT Kings - In gara durante la quarta serata del Festival di Sanremo 2025, dedicata alle cover |
| 2025 | Scelte stupide (con Clara)                                        | 2:59   | Alessandro La Cava, Federica Abbate e Nicola Lazzarin                                                                                    | Federico Leonardo Lucia, Clara Soccini, Alessandro La Cava e Federica Abbate                                                                | /                                                       | - Produzione: Cripo |